# دی-بویز
دی-بویز (انگلیسی: D-Boys) یک گروه بازیگری ژاپنی وابسته به واتانابه اینترتیتمنت است. دی D در نام گروه مخفف "درام" (کار بازیگری)، "رویا"، "Debut", "Discovery" و "Development" (رشد و پیشرفت) است.